# Ipogeo di Sant'Iroxi

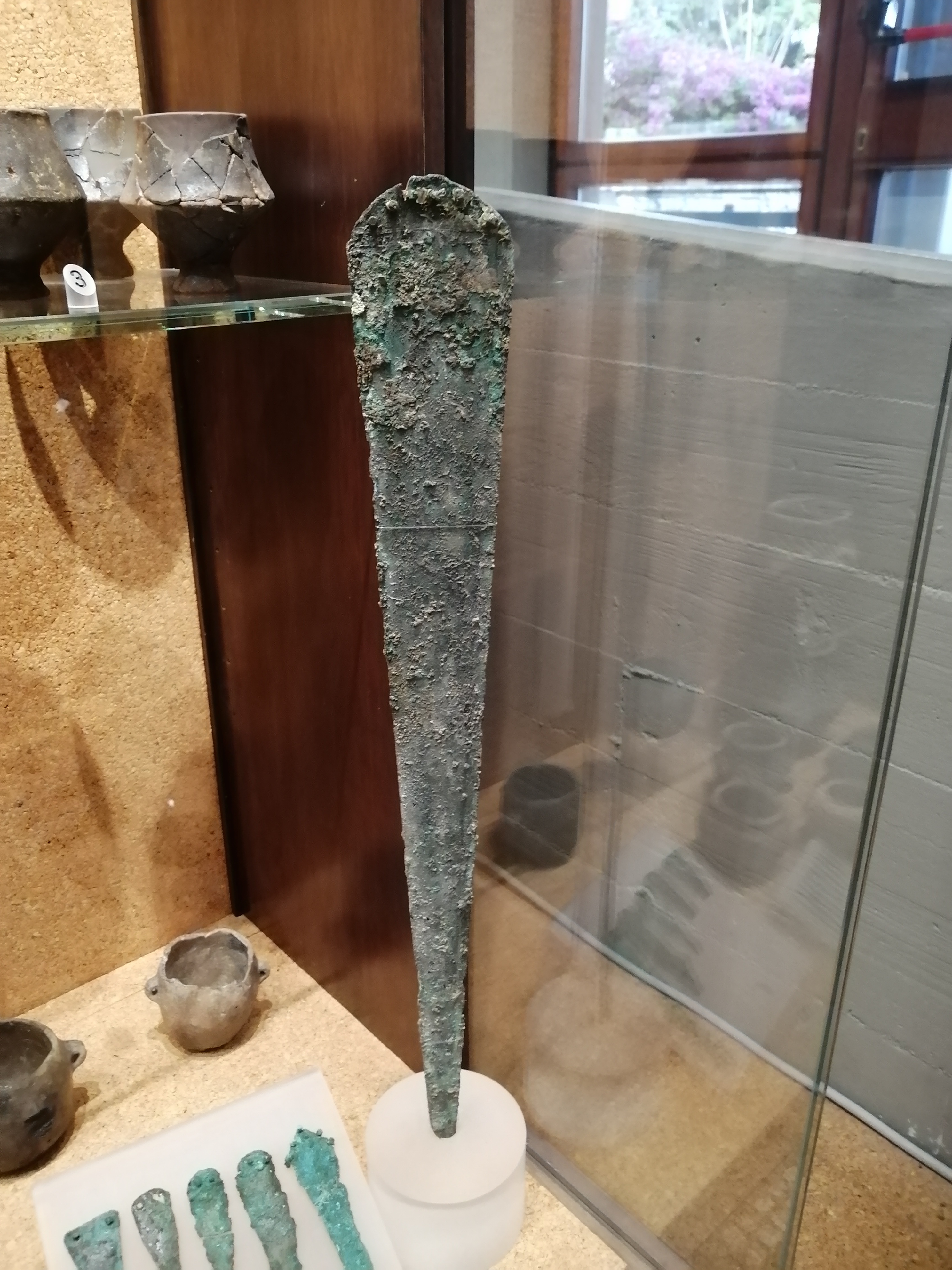
Spada da Sant'Iroxi

L'ipogeo di Sant'Iroxi  (detto anche  tomba dei guerrieri) è un importante sito archeologico che si trova nei pressi del comune di Decimoputzu in località Sant'Iroxi, nella città metropolitana di Cagliari.

## Storia
Il sito, scoperto casualmente nel 1987, è databile al 3000 a.C. circa, età tardo neolitica, e fu utilizzato per circa 1500 anni come il villaggio a cui è appartenuto, dai tempi della cultura di Ozieri sino a quella di Bonnannaro, quando la dimora cessò nel sito per essere ripresa in età romana continuandosi sino ad oggi.

## Descrizione
Si tratta di una domus de janas scavata nella roccia arenaria, composta da un corridoio e da due celle.
Deve il suo nome all'elevato numero di scheletri (più di 200), depositati in ben 13 stratigrafie cronologiche, e al ricco corredo bellico - databile al 1650-1600 a.C. circa - composto da spade e pugnali in rame arsenicale (19 in tutto) rinvenuti durante gli scavi. Le spade, a lama triangolare, variano in lunghezza dai 27 fino ai 66 cm e presentano alcune similitudini con le spade della cultura di El Argar (Spagna sud-orientale). Il corredo è custodito al Museo archeologico nazionale di Cagliari.